# Dragoș Vicol
Dragoș Vicol (n. 6 iulie 1920, Cacica, județul Suceava – d. 22 decembrie 1981, București) a fost un poet, prozator și dramaturg român.

## Biografie
Era fiul plutonierului Emilian Vicol și al soției acestuia, Veronica (născută Coșuțchi). A copilărit la Iacobeni, Dorna Candrenilor și Volovăț. A urmat clasele primare la Dorna Candrenilor, apoi a început gimnaziul la Volovăț. Și-a dorit de mic copil să îmbrățișeze cariera militară. S-a prezentat în 1931 la concursul de admitere la Liceul Militar „Ștefan cel Mare” din Cernăuți, dar acest liceu a funcționat în acel an fără clasa I, iar în 1932 nu a fost admis la Liceul militar de la Mănăstirea Dealu. A urmat Liceul „Eudoxiu Hurmuzachi” din Rădăuți (1933-1941), după care a fost încorporat în 1941 la Școala de ofițeri de rezervă de infanterie din Ploiești, fiind însă exmatriculat ca urmare a refuzului de a pleca în Germania la o școală de ofițeri activi și trimis pe front. Luptă pe frontul antisovietic până în 1943, an în care se înscrie la Facultatea de Drept a Universității din București, dar în 1944 reintră la o școală militară de ofițeri de rezervă, fiind trimis, după absolvire, pe frontul antihitlerist până în iunie 1945.
După demobilizare, își reia studiile juridice pe care le absolvă la Iași în 1947. A fost implicat încă din anii studenției în activitatea Uniunii Tineretului Comunist și a organizațiilor aflate sub influența Partidului Comunist, ca Apărarea Patriotică și Uniunea Patrioților. Devine ziarist la organele de presă ale partidului, fiind redactor la cotidianul Zori noi din Suceava (1948-1953) și lucrând apoi la revistele Săteanca, Femeia, Luceafărul, Apărarea patriei, Viața militară și la redacția publicațiilor pentru străinătate.
În calitate de ziarist de partid și activist cultural, Dragoș Vicol s-a străduit să-i salveze pe poeții „iconari” precum Teofil Lianu. Dar în același timp el a contribuit în toamna anului 1948 la confiscarea fostei „Case Naționale”, despre care afirma că ar fi aparținut „unei clici de acționari și de reacționari” și ar fi fost în realitate un „club în care se practicau jocurile de noroc și se făcea politică ostilă regimului democrat”. De asemenea, cerea interzicerea obiceiului tradițional Malanca prin care erau satirizați veneticii, alterarea moravurilor și înstrăinarea datinilor, afirmând că acest obicei vechi ar cultiva șovinismul și antisemitismul. În numărul din 7 octombrie 1948 al ziarului Lupta Poporului, Dragoș Vicol propunea ca Malanca să-i satirizeze pe chiaburii hrăpăreți care „fură munca celui sărac”.
A murit la 22 decembrie 1981, în București, și a fost înmormântat în curtea bisericii din Sadova. I s-a conferit post-mortem titlul de cetățean de onoare al comunei Sadova (1999), iar Bibliotecii comunale i s-a acordat, prin Hotărârea Consiliului Local Sadova din aprilie 2002, denumirea de Biblioteca comunală „Dragoș Vicol”.

## Activitatea literară
Dragoș Vicol a debutat în 1939 (pe când era încă elev) cu proza poematică „Iarna rădăuțeană” în revista Suceava, iar editorial în 1940 cu volumul de versuri Muguri, intitulat după numele cenaclului literar al liceului. A colaborat în decursul timpului la revistele Bucovina literară, Revista Bucovinei, Universul literar, Miorița, Națiunea, Scrisul bănățean, Tânărul scriitor, Scânteia tineretului, Iașul nou, Iașul literar, Gazeta literară, România literară, Flacăra, Convorbiri literare, Viața românească, Steaua, Luceafărul, Tribuna, Argeș, Familia, Contemporanul etc.
A devenit un scriitor extrem de prolific după război, publicând volume de versuri (Reportaj liric, Poem în marș, Ctitorie în albastru, Voievod de stea, Poemele de-acasă, Arboroasa, Poeme sub drapel), volume de povestiri (Roiul de aur, Se risipește negura, Huțulca, La poalele Ceahlăului, Povestiri la umbra cetinii, Drumuri ostășești, Cicatricea, Dinamica, Poveștile pădurii, Dincolo de azur, Bătrânul și livada, Cerbul singuratic), romane (Valea Fierului, În munții de miezănoapte, Omul de la ora 13, Flăcări în Vest, Camera 210, Nopțile dinspre ziuă, Drumul spre Mai, Satul cu oameni frumoși). A mai scris un scenariu de film (Râpa dracului), piese de teatru (A doua tinerețe, Cântec deasupra apelor), reportaje (Însemnări de călătorie prin Țara de Sus, În întâmpinarea soarelui, Buchet în august, Dulcile și uneori ciudatele aventuri ale unui reporter), versuri și proză pentru copii (A venit un pui de om…, O poveste cu povești).
Opera literară a lui Dragoș Vicol are o structură fundamental lirică. Scriitorul folosește metafora de influență folclorică în descrierea plaiurilor sale natale și a oamenilor din munții Bucovinei. Prospețimea metaforei este alterată însă în anii '50-'60, sub imperativul comenzii politice, într-un patetism convențional. Volumele de versuri ostășești Reportaj liric (1963) și Poeme în marș (1969) conțin declarații de dragoste în versuri adresate „patriei socialiste” și Partidului Comunist. Orizontul liric se limpezește odată cu trecerea timpului, iar scriitorul își manifestă sentimentele patriotice și elogiază trecutul țării în volumele Ctitorie în albastru (1972) și Voievod de stea (1973).
Proza lui Dragoș Vicol evocă anii de război și transformările social-politice petrecute în România postbelică. Romanele publicate în anii ’50 au un caracter proletcultist precum dilogia formată din romanele Valea Fierului (1953; distins cu Premiul de Stat al RPR) și În munții de miază-noapte (1959), în care autorul prezintă conflictul social între minerii din munții Bistriței și patronii exploatărilor, precum și schimbările provocate de sosirea trupelor sovietice. Volumele de povestiri și nuvele Cicatricea (1963) și Dinamica (1965) sunt inspirate din experiența de combatant a autorului pe fronturile de Est și de Vest, conținând notații de front, în timp ce volumele de povestiri Drumuri ostășești (1962) și Dincolo de azur (1970) prezintă aspecte de zi cu zi din viața ostașilor. Aceste scrieri sunt însuflețite de sentimente patriotice, autorul prezentând maturizarea etică și profesională a personajelor prin instrucția viguroasă ce conferă militarilor cutezanță și tenacitate fără a le altera omenia și cinstea. Există un oarecare idilism în tratarea acestor subiecte, ceea ce reprezintă mici scăderi ale operei sale. Romanul Camera 210 (1969) se remarcă prin tematica și abordarea modernă, fiind un jurnal al unui pacient internat într-un spital din Germania ce descrie trăiri sufletești aflate la limita între realitate și halucinație.
Scrierile sale au fost inspirate din viața oamenilor de pe pământurile bucovinene, având, potrivit publicistului Emil Satco, un stil fermecător asemănător cu cel al istorisirilor lui Mihail Sadoveanu. Criticul literar Adrian Dinu Rachieru îl considera un „impecabil tehnician” care „cântă albastrele guri de rai, fânul înrourat și Țara de suflet” și „a cioplit cuvintele pentru a le potrivi cu doina”. Romanul Satul cu oameni frumoși (1975) evocă satul Sadova, pe care autorul l-a îndrăgit.

## Opera
- Muguri, versuri, București, 1940;
- Roiul de aur, povestiri, București, 1951;
- Se risipește negura, povestiri, București, 1951;
- Valea Fierului, vol. I, vol. II (În munții de miazănoapte), roman, București, 1953-1959;
- Huțulca, povestiri, București, 1953;
- La poalele Ceahlăului, povestiri, București, 1953;
- Râpa dracului, scenariu, București, 1956;
- Însemnări de călătorie prin Țara de Sus, București, 1956;
- A venit un pui de om, versuri pentru copii, București, 1957;
- A doua tinerețe, piesă într-un act, București, 1960;
- Povestiri la umbra cetinii, cu ilustrații de Eugen Mihăescu, București, 1961;
- Drumuri ostășești, povestiri, București, 1962;
- Cicatricea, schițe și nuvele, București, 1963;
- Reportaj liric, versuri, București, 1963;
- Omul de la ora 13, roman, Editura Tineretului, col. Aventura, București, 1964 (ed. a II-a: 1966);
- În întâmpinarea soarelui, reportaje, București, 1964;
- Dinamica, povestiri, București, 1965;
- Poveștile pădurii, povestiri, cu ilustrații de Gheorghe Adoc, București, 1965;
- Buchet de august, reportaje, București, 1965;
- Flăcări în Vest, roman, București, 1966;
- O poveste cu povești, București, 1967;
- Poem în marș, versuri, București, 1969;
- Camera 210, roman, București, 1969;
- Dincolo de azur, povestiri, București, 1970;
- Nopțile dinspre ziuă, roman, București, 1970;
- Aventurile lui Țâncu-Năzdrăvanul, București, 1971;
- Drumul spre Mai, roman, București, 1971;
- Ctitorie în albastru, versuri, București, 1972;
- Țară și scut, București, 1972;
- Voievod de stea, versuri, București, 1973;
- Bătrânul și livada, povestiri, Iași, 1973;
- Cântec deasupra apelor, teatru, București, 1973;
- Satul cu oameni frumoși, roman, București, 1975;
- Pasărea Phoenix, roman, București, 1976;
- Poemele de-acasă, versuri, Iași, 1977;
- Arboroasa, versuri, București, 1978;
- Poeme sub drapel, versuri, București, 1979;
- Cerbul singuratic, povestiri, București, 1979;
- Dulcile și uneori ciudatele aventuri ale unui reporter, București, 1981;
- Sonete, București, 1983.

## Traduceri
- Walter Nowotny, Eu scriu împotriva lupilor, Iași, 1980.